# Tyriobapta torrida
Tyriobapta torrida is een libellensoort uit de familie van de korenbouten (Libellulidae), onderorde echte libellen (Anisoptera).
De wetenschappelijke naam Tyriobapta torrida is voor het eerst geldig gepubliceerd in 1889 door Kirby.